# مارسيلو رولون
مارسيلو رولون (بالإسبانية: Marcelo Rolón)‏ هو لاعب كرة قدم ومدرب كرة قدم باراغواياني، ولد في 21 يوليو 1984 في أسونسيون في باراغواي. لعب مع ديبورتيس إيكيكي وديبورتيس ماجالانز.